# Смілянське лісництво
Сміля́нське лісництво — структурний підрозділ Смілянського лісового господарства Черкаського обласного управління лісового та мисливського господарства.
Офіс знаходиться у с. Балаклея, Смілянський район, Черкаська область.

## Лісовий фонд
Лісництво охоплює ліси Смілянського, Городищенського та Корсунь-Шевченківського районів на площі 4248,5 га.

## Об'єкти природно-заповідного фонду
У віданні лісництва перебувають об'єкти природно-заповідного фонду:
- гідрологічний заказник місцевого значення Ірдинське болото,
- ландшафтний заказник місцевого значення Теклінська дача,
- заповідне урочище місцевого значення Юрова гора.

## Галерея

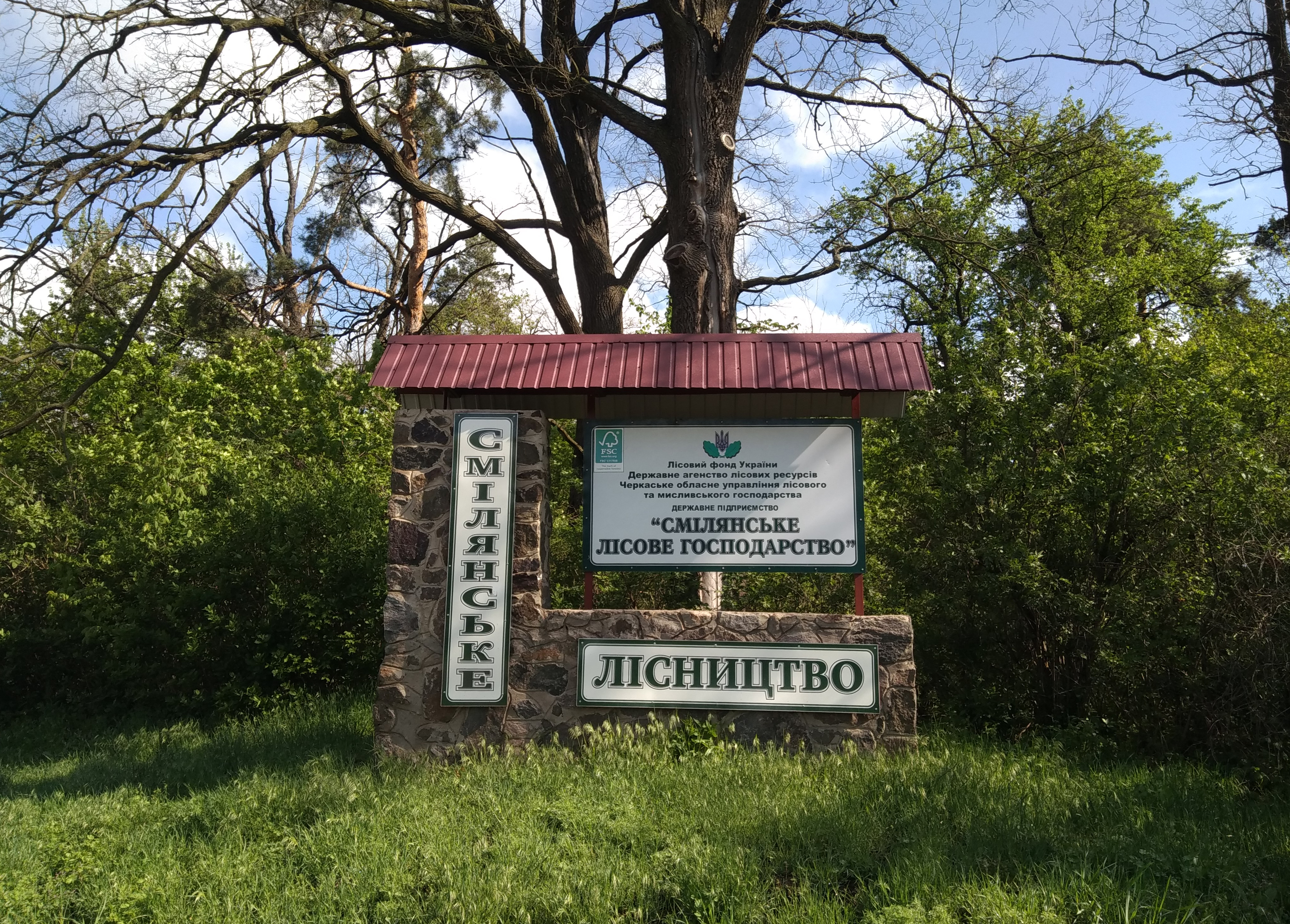
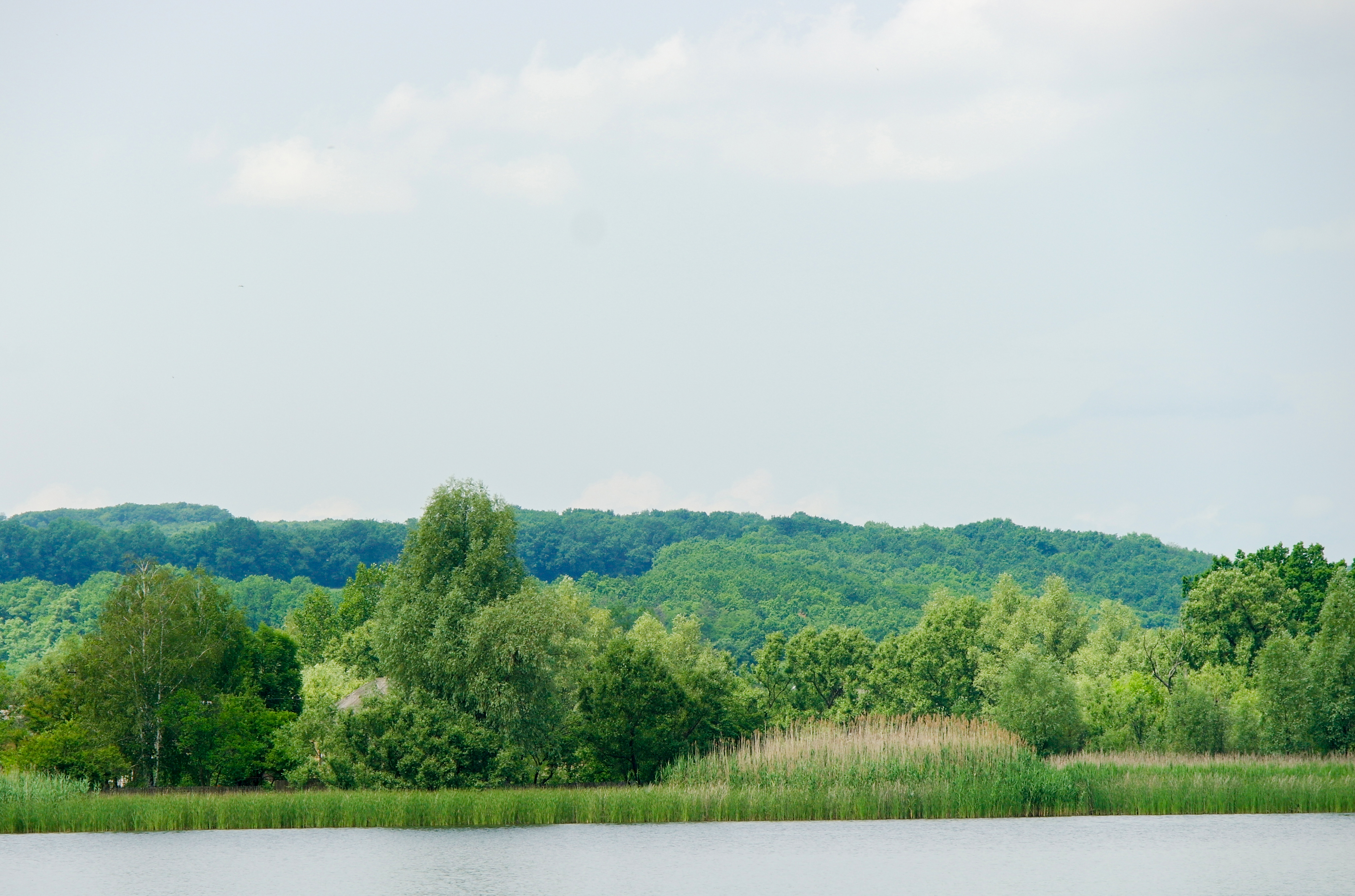
Заказник «Теклінська дача»
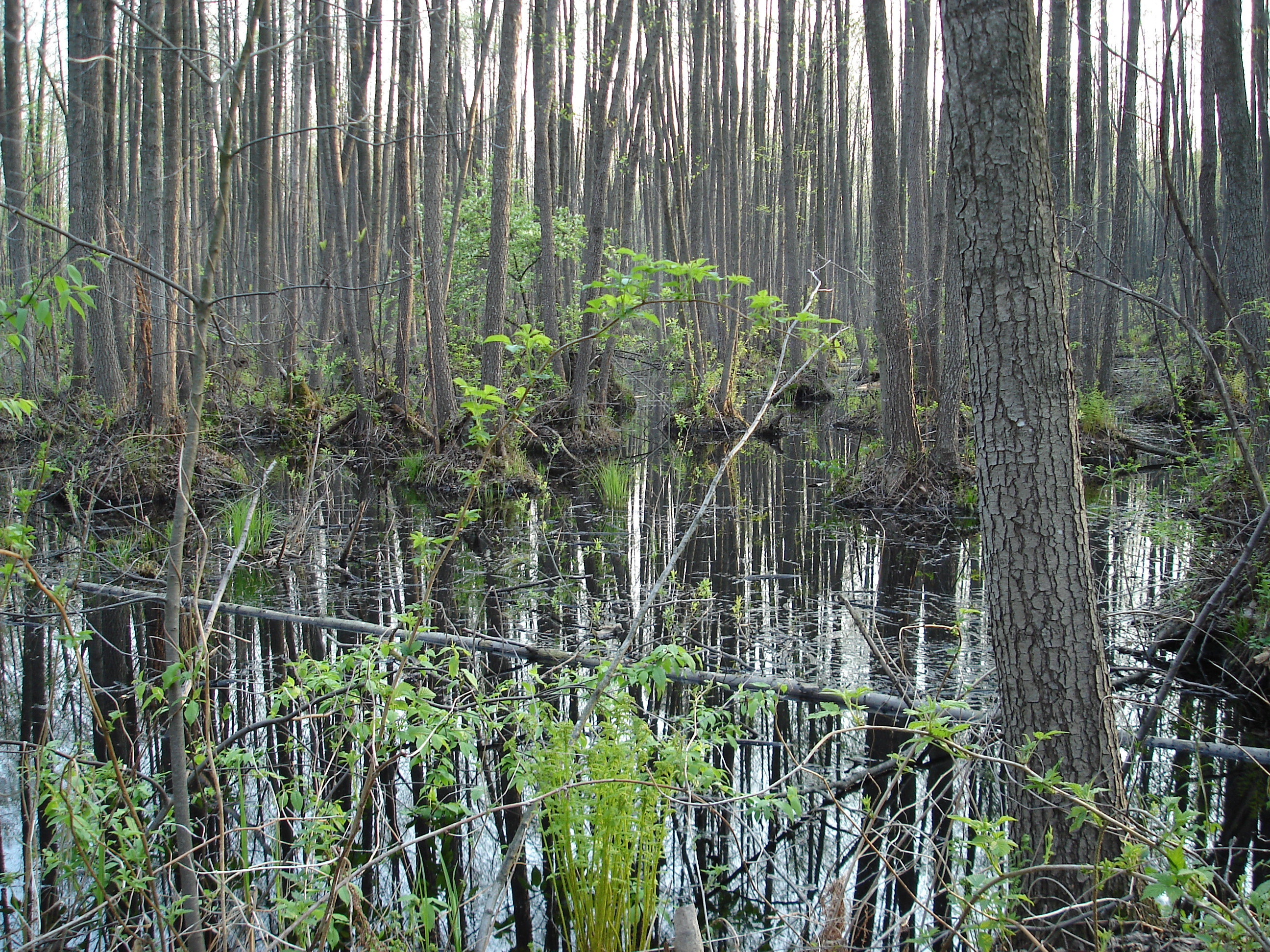
Ліс на Ірдинському болоті